# Neoscaptia aequalis
Neoscaptia aequalis är en fjärilsart som beskrevs av Jordan 1905. Neoscaptia aequalis ingår i släktet Neoscaptia och familjen björnspinnare. Inga underarter finns listade i Catalogue of Life.